# Enlinia setosa
Enlinia setosa är en tvåvingeart som beskrevs av Robinson 1969. Enlinia setosa ingår i släktet Enlinia och familjen styltflugor.
Artens utbredningsområde är Guerrero (Mexiko). Inga underarter finns listade i Catalogue of Life.